# Pyaar Diwana Hota Hai
Pyaar Diwana Hota Hai (Hindi: प्यार दीवाना होता है, pyār dīvānā hotā hai; wörtl. Übersetzung: Liebe ist verrückt) ist eine indische Liebesfilmkomödie des Hindi-Films von Regisseur Kirti Kumar aus dem Jahr 2002.

## Handlung
Sunder geht aus seinem Dorf in die Großstadt. Er ist naiv, leicht beeinflussbar und Analphabet. Der Kunstmaler Sunder wird bald als Maler angeheuert und trifft auf Payal Khurana. Payal stammt aus gutem Hause und ist von den USA nach Indien gereist, um dort klassischen Tanz zu studieren. Sie ist die einzige, mit der er sich anfreundet. Sunder denkt bei ihrer ersten Begegnung, Payal sei taub, und antwortet ihr deshalb in Gebärdensprache. Jetzt denkt Payal, dass Sunder taub ist. Dass Payal nicht taub ist, ist bald klar, aber Sunder denkt, Payal sei nur mit ihm befreundet, weil sie Mitleid mit ihm hat, und spielt so seine Rolle als Gehörloser weiter. Payal möchte ihm seine Stimme zurückgeben und bringt Sunder zum Arzt Dr. S. Puri, der aber nicht in der Lage ist, Sunder zu helfen. Er weiß nicht, dass Payal sich langsam in ihn verliebt. Als er das feststellt, wird es immer schwieriger, seine Lüge aufrechtzuerhalten.

## Hintergrund
Am 26. April 2002 lief der Film in den indischen Kinos an.